# Bóbitás halción
A bóbitás halción, más néven kékszárnyú kokabura (Dacelo leachii) a madarak osztályának szalakótaalakúak (Coraciiformes)  rendjébe és a jégmadárfélék (Alcedinidae) családjába tartozó faj.

## Rendszerezése
A fajt Nicholas Aylward Vigors és Thomas Horsfield írták le 1827-ben. Tudományos faji nevét William Elford Leach brit zoológus után kapta.

## Alfajai
- Dacelo leachii leachii (Vigors & Horsfield, 1827) - Kelet-Ausztrália, Brisbane környékétől Broome-ig
- Dacelo leachii cervina Melville-sziget és a környező rész a kontinensen
- Dacelo leachii cliftoni - Pilbara- és Hamersley régiók Ausztrália északnyugati részén
- Dacelo leachii occidentalis (Gould, 1870) - Közép-Ausztrália
- Dacelo leachii intermedia (Salvadori, 1876) - Új-Guinea délkeleti része
- Dacelo leachii superflua (Mathews, 1918) - Új-Guinea délnyugati része  [2]

## Előfordulása
Új-Guinea szigetének déli részén, valamint Ausztrália északi részén él. Természetes élőhelyei a szubtrópusi vagy trópusi síkvidéki esőerdők, mangroveerdők, lombhullató erdők és szavannák, folyók és patakok közelében, valamint legelők, szántóföldek és ültetvények vidéki kertek és városi régiók. Állandó, nem vonuló faj.
Többnyire kerüli azokat a vidékeket, ahol közeli rokona a kacagójancsi (Dacelo novaeguineae) előfordul.

## Megjelenése
Testhossza 38–41 centiméter, a hím testtömege legfeljebb 250–322 gramm, a tojóé 260–370 gramm. A kacagójancsi közeli rokon faja. Sok mindenben hasonlít rá, de kisebb termetű. Feje viszonylag nagy, a nyaka pedig meglehetősen rövid. Szárnyain világoskék, csillogó rajzolatok találhatók, míg a faroktollak hátoldala, barna alapon feketén csíkozottak. Jellemző bélyege égszínkék válla, melyről nevét is kapta.  A hasoldala piszkosfehér okker sárgás csíkozottsággal. Halántéktollai fekete sávos piszkosfehérek. Csőre hosszú, enyhén lapított és szablyaszerű, a vége hegyes, a felső csőrkáva barna, az alsó sárgás színű. A hím farka kék, a tojóé ellenben vörösesbarna színű. ezt kivéve azonban nincs különbség a két ivar között. Szeme ellentétben a kacagójancsiéval sárga színű.
|  |  |

## Életmódja
Tápláléka rovarokból és más gerinctelenekből, kisemlősökből (rágcsálók), hüllőkből (köztük kígyók is), madarakból és azoknak fiókáikból áll. A tengerparti területeken élő egyedek rákokat és olykor kisebb halakat is fogyasztanak.
Általában 3 vagy valamivel több egyed él együtt, a csoport egy párból és segítőikből áll. Néhány különösen sikeres csoport akár 12 egyedből is állhat. Ezek a segítők többnyire hímek, kiveszik részüket a költési feladatokból és a territórium védelméből egyaránt. Mindig a szaporodó pár a legmagasabb rangú, és a rangsor már korán, a fiatalok között kialakul.

## Szaporodása
Többnyire 10-25 méter magasra rakja a fészkét a fák odvába. Olykor termeszvárakba is készíthet maga számára üreget. 2-3 fehér tojását 24-26 napig költi. 
A madarak egyéves korukban érik el az ivarérettséget.  A fiatal madarak körülbelül 30 napos korukban repülnek ki, de a szülőkkel maradnak még egy évíg és segítenek felnevelni a következő fészekaljat.

## Természetvédelmi helyzete
Az elterjedési területe nagyon nagy, egyedszáma viszont ismeretlen. A Természetvédelmi Világszövetség Vörös listáján nem fenyegetett fajként szerepel.

## Fordítás
- Ez a szócikk részben vagy egészben  a   Haubenliest című német Wikipédia-szócikk ezen változatának fordításán alapul.  Az eredeti cikk szerkesztőit annak laptörténete sorolja fel. Ez a jelzés csupán a megfogalmazás eredetét és a szerzői jogokat jelzi, nem szolgál a cikkben szereplő információk forrásmegjelöléseként.